# 保姆與樓上的男人
保姆與樓上的男人（英語：The Babysitter and the Man Upstairs）是得以追溯到20世紀60年代的都市傳說，講述一名十多歲的青少女保姆多次接到騷擾者打來的電話，對方不斷要求她「看看孩子們」的故事。1950年的青少年保姆珍妮特·克里斯特曼（Janett Christman）謀殺案被普遍認為是此傳說的來源。此傳說的故事情節基礎在電影中被多次改編。

## 傳說
該都市傳說講述一名十多歲的青少女保姆在晚上，待孩子們被放到樓上睡覺後，自己獨自在樓下看電視。電話響起，未知的來電者告訴她「看看孩子們」。少女掛斷了電話，但匿名來電者多次回撥，少女變得越來越害怕。少女最後決定報警，警方表示將追蹤下一通電話來的來源。陌生人再次打來電話後，警察給她回電，建議她立即離開房子。少女離開後與警察碰面，對方解釋電話是從她的屋內傳來，身份不明、藏於屋中的陌生人在殺了樓上的孩子後給她打電話。此故事也流傳著許多細節不同的變體版本。

## 可能的原型
此傳說被外界普遍認為源自1950年3月的珍妮特·克里斯特曼（Janett Christman）謀殺案，至今仍未偵破。在密蘇里州哥倫比亞，克里斯特曼到羅馬克（Romacks）一家當保姆，但遭人強姦並被鐵繩勒死。克里斯特曼生前曾致電給警察求助，但警方無法追蹤該電話，只能透過話筒聽見她的尖叫聲。不久後，羅馬克夫人打電話回家詢問當晚的情況，只聽到忙音，但未多想。直到羅馬一家人回到家才發現，克里斯特曼死在電話旁，電話還沒掛斷，兩個房間裡到處都是暴力打鬥的痕跡。此事件與都市傳說有出入；例如：現實中樓上的兩個孩子都很安全，反而保姆被殺害，且沒有確鑿的證據表明兇手在謀殺當晚打給羅馬克家的電話。但外界仍將兩者普遍聯想。

## 涉及電影
- 《福斯特的釋放（英语：Foster's Release）》（1971）[6]
- 《雪恨寻冤（英语：The Severed Arm）》（1973）
- 《女生驚魂記（英语：Black Christmas (1974 film)）》（1974）[7][8]
- 《夜間天使（英语：O Anjo da Noite）》（1974）[9]
- 《保姆（英语：The Sitter (1977 film)）》（1977）[6][10]
- 《褓姆驚魂記（英语：When a Stranger Calls (1979 film)）》（1979）[6][10]
- 《神秘電話（英语：When a Stranger Calls Back）》（1993）[10]
- 《絕命聖誕夜（英语：Black Christmas (2006 film)）》（2006）[11]
- 《奪命電話（英语：When a Stranger Calls (2006 film)）》（2006）[10]
- 《冷血杀手（英语：When a Killer Calls）》（2006）
- 《残虐你，娱乐我》（2008）

## 外部連結
- Snopes上的保姆與樓上的男人 （页面存档备份，存于）